# 1883 en musique classique
| \| • Retour à la chronologie générale de la musique classique • \| |
| Grèce • Rome • Haut Moyen Âge • VIIIe siècle • IXe siècle • Xe siècle • XIe siècle XIIe siècle • XIIIe siècle • XIVe siècle • XVe siècle • XVIe siècle • XVIIe siècle XVIIIe siècle • XIXe siècle • XXe siècle • XXIe siècle |
| • Retour à la chronologie générale de la musique classique • |

| Années en musique classique : 1880 - 1881 - 1882 - 1883 - 1884 - 1885 - 1886    |
| Décennies en musique classique : 1850 - 1860 - 1870 - 1880 - 1890 - 1900 - 1910 |

## Événements
- 22 octobre : inauguration du Metropolitan Opera, avec l'opéra Faust de Charles Gounod[1].

### Créations
- 16 février : Le Prisonnier du Caucase, opéra de César Cui, créé au théâtre Mariinsky de Saint-Pétersbourg sous la direction d'Eduard Nápravník.
- 5 mars : Henry VIII, opéra de Camille Saint-Saëns, créé à Paris.
- 31 mars : Le Chasseur maudit, poème symphonique de César Franck, créé à la salle Érard par la Société nationale de musique dirigée par Édouard Colonne.
- 14 avril : Lakmé, opéra de Léo Delibes, créé à l'Opéra-Comique à Paris sous la direction de Jules Danbé.
- 3 mai : la Symphonie no 1, de Zdeněk Fibich, créée à Prague par Orchestre du Théâtre national de Prague dirigé par Adolf Čech.
- 14 octobre : le Concerto pour violon en la mineur, d'Antonín Dvořák, créé à Prague par Jan Ondříček sous la direction de Moric Anger.
- 4 novembre  : España, d'Emmanuel Chabrier, créé aux Concerts Lamoureux.
- 2 décembre : la Symphonie no 3, de Johannes Brahms, créée à Vienne sous la direction de Hans Richter.
- 8 décembre : la Sonate pour violoncelle et piano en fa majeur, de Richard Strauss, créée par Hanuš Wihan et Hildegard von Königsthal.
- décembre : Fin de la publication de la Alte Mozart-Ausgabe, première édition complète de la musique de Mozart par Breitkopf & Härtel.

Date indéterminée
- Fantaisie sur Carmen, pour violon, de Pablo de Sarasate.
- Danses espagnoles d'Enrique Granados
- Concerto no 1 en mi bémol majeur pour cor et orchestre de Richard Strauss.

## Naissances

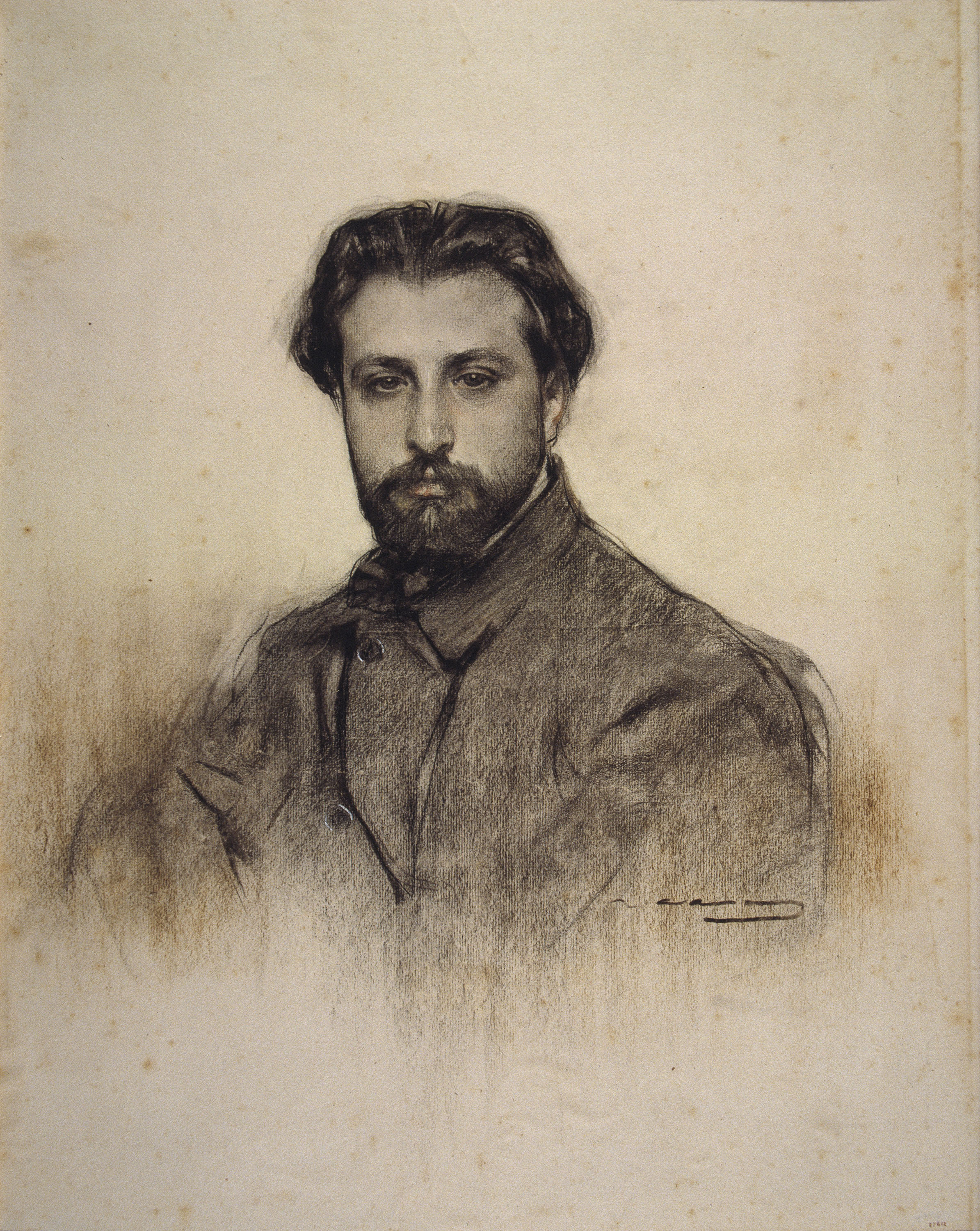
Juan Manén

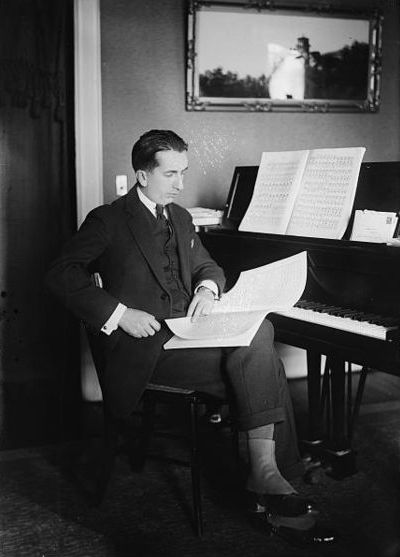
Alfredo Casella

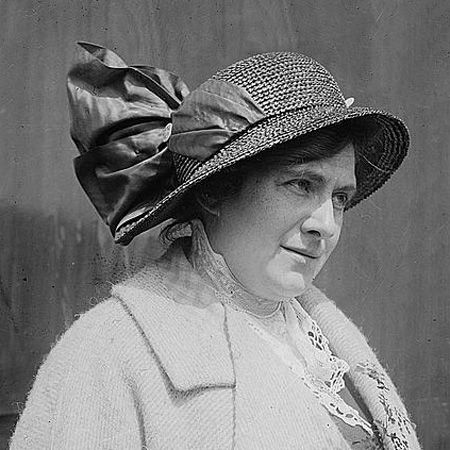
Elena Gerhardt

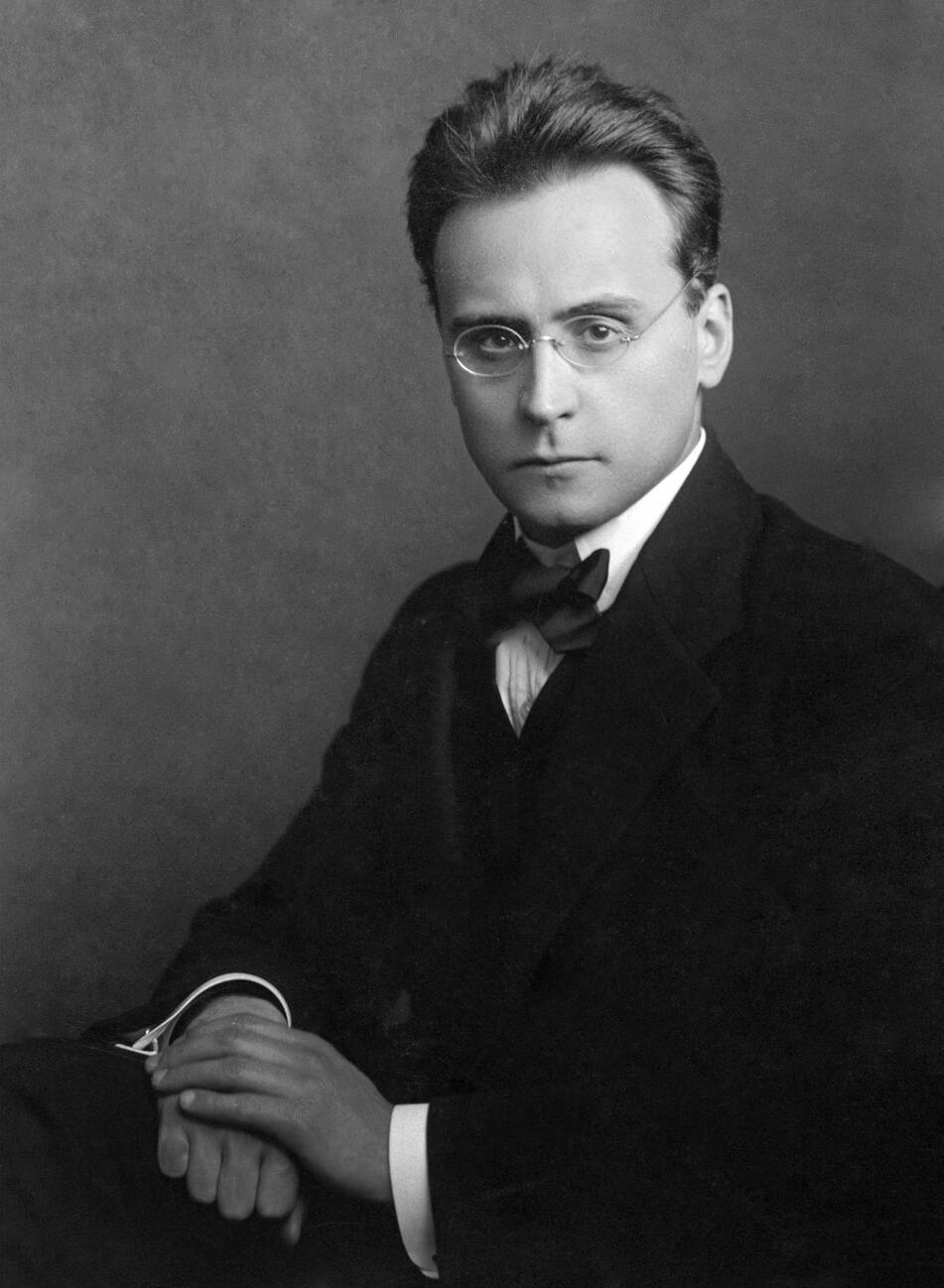
Anton Webern

- 3 janvier : Mikhaïl Gnessine, compositeur russe († 2 février 1957).
- 19 janvier : Hermann Abendroth, chef d'orchestre allemand († 29 mai 1956).
- 30 janvier : Peeter Süda, compositeur et organiste estonien († 3 août 1920).
- 11 février : Paul von Klenau, compositeur danois († 31 août 1946).
- 12 février : Licinio Refice, homme d'église et compositeur italien († 11 septembre 1954).
- 10 mars : Maria Barrientos, soprano coloratura espagnole († 8 août 1946).
- 13 mars : Enrico Toselli, pianiste et compositeur italien († 15 janvier 1926).
- 19 mars : Josef Matthias Hauer, compositeur et théoricien de la musique autrichien († 22 septembre 1959).
- 21 mars : Jules Van Nuffel, chanoine et compositeur belge flamand († 29 juin 1953).
- 22 mars : Auguste Périer, clarinettiste français († 26 octobre 1947).
- 6 avril : Vernon Dalhart, chanteur et compositeur américain († 14 septembre 1948).
- 12 avril : Édouard Commette, organiste et compositeur français († 21 avril 1967).
- 13 avril : Alexandre Vassilievitch Aleksandrov, compositeur russe († 8 juillet 1946).
- 17 avril : Walter Wilhelm Goetze, compositeur allemand († 24 mars 1961).
- 24 avril : Ferdinand   Capelle, compositeur, clarinettiste et chef d'orchestre français († 15 octobre 1942).
- 4 mai : Nikolaï Malko, chef d'orchestre russe († 23 juin 1961).
- 5 mai : Petar Konjović, compositeur serbe († 1er octobre 1970 (à 87 ans)).
- 14 mai : Juan Manén, violoniste et compositeur espagnol († 26 juin 1971).
- 28 mai :
  - George Dyson, organiste et compositeur anglais († 28 septembre 1964).
  - Václav Talich, chef d'orchestre et violoniste tchèque († 16 mars 1961).
  - Riccardo Zandonai, compositeur italien († 5 juin 1944).
- 17 juin : Alexandre Cellier, organiste et compositeur français († 4 mars 1968).
- 4 juillet :
  - Alfred Mahy, compositeur, professeur de musique et chef d'orchestre belge († 7 juillet 1964).
  - Maximilian Steinberg, compositeur et pédagogue russe († 6 décembre 1946).
- 7 juillet : Toivo Kuula, compositeur et chef d'orchestre finlandais († 18 mai 1918).
- 24 juillet : Klaus Pringsheim, chef d'orchestre, compositeur, pédagogue et critique musical allemand († 7 décembre 1972).
- 25 juillet : Alfredo Casella, compositeur italien († 5 mars 1947).
- 29 juillet : Manuel Infante, compositeur espagnol († 21 avril 1958).
- 6 août : Gustave Langenus, clarinettiste belge († 30 janvier 1957).
- 17 août : Henri Antonin Morin, chef d'orchestre français, violoniste et multi-instrumentiste († 9 octobre 1967).
- 19 août : Emilius Bangert, compositeur, organiste et professeur de musique danois († 19 août 1962).
- 21 août : Lucien Chevaillier, pianiste, compositeur et critique musical français († 3 février 1932).
- 1er septembre : Louis Rosoor, violoncelliste français, concertiste et enseignant († 14 mars 1969).
- 5 septembre : Otto Erich Deutsch, musicologue autrichien († 23 novembre 1967).
- 18 septembre : Ludomir Różycki, compositeur polonais († 1er janvier 1953).
- 1er octobre : Romanos Melikian, pianiste, compositeur, chef d'orchestre et maître de chapelle arménien († 30 mars 1935).
- 11 octobre : Fritz Stiedry, chef d'orchestre autrichien († 8 août 1968).
- 20 octobre : Alexandre Kreïn, compositeur soviétique († 25 avril 1951).
- 6 novembre : Henri Nibelle, organiste, chef de chœur et compositeur français († 18 novembre 1967).
- 8 novembre : Arnold Bax, compositeur anglais († 3 octobre 1953).
- 11 novembre : 
  - Ernest Ansermet, musicologue et chef d'orchestre suisse († 20 février 1969).
  - Elena Gerhardt, chanteuse mezzo-soprano allemande († 11 janvier 1961).
- 15 novembre : Augustin Barié, compositeur italien († 22 août 1915).
- 3 décembre : Anton Webern, compositeur et chef d'orchestre autrichien († 15 septembre 1945).
- 22 décembre : Edgard Varèse, compositeur français naturalisé américain († 6 novembre 1965).
- 28 décembre : Manólis Kalomíris, compositeur grec († 3 avril 1962).

## Décès

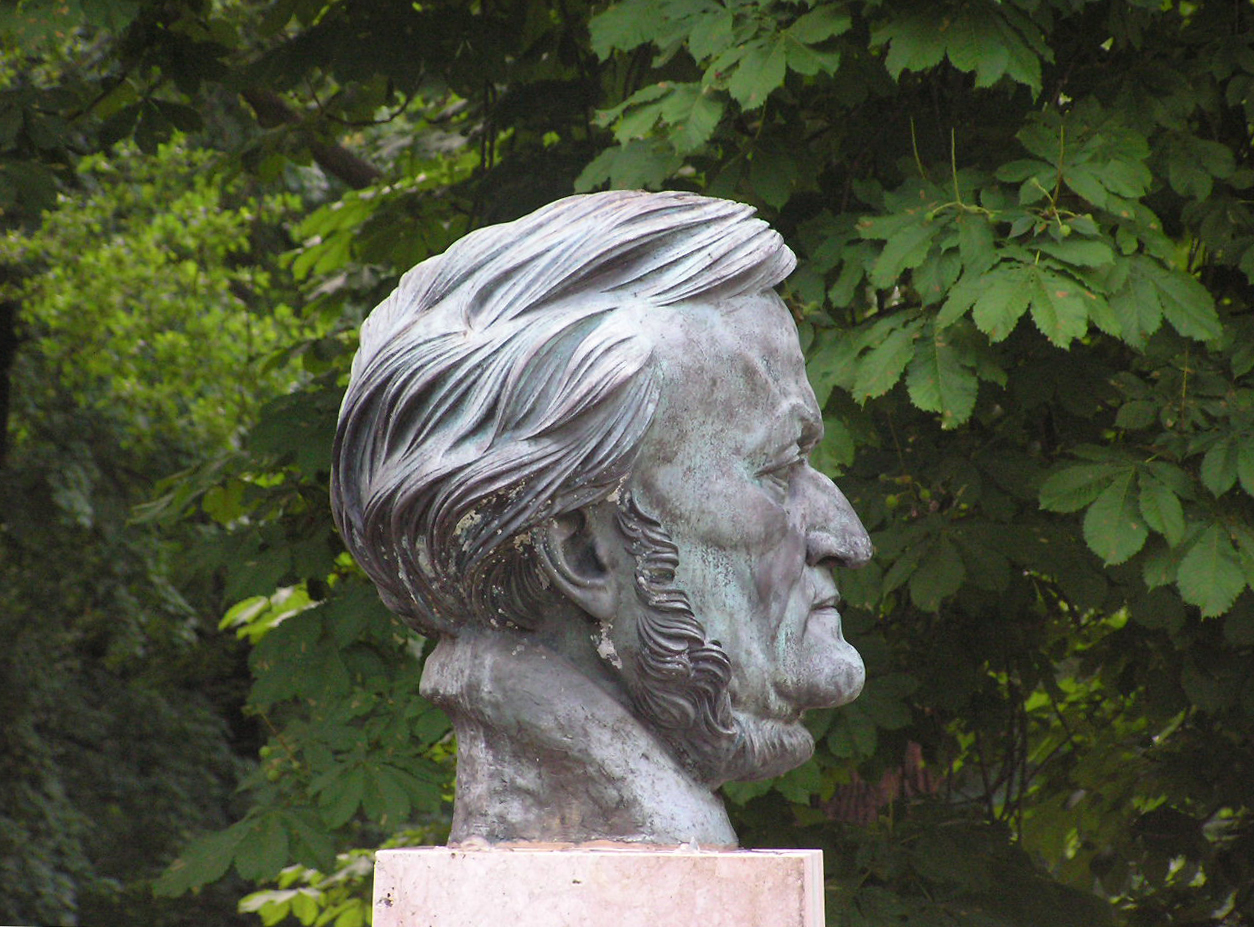
Buste de Wagner à Bayreuth

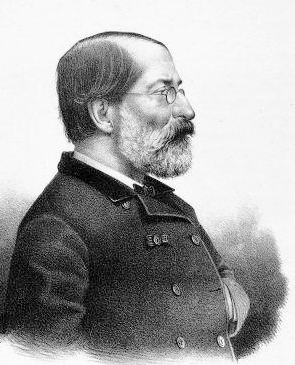
Emanuele Krakamp

- 22 janvier : Carlo Baucardé, ténor italien (° 1825).
- 24 janvier : Friedrich von Flotow, compositeur allemand (° 27 avril 1812).
- 12 février : Édouard Montaubry, violoniste, chef d'orchestre et compositeur français (° 27 mars 1824).
- 13 février : Richard Wagner, compositeur allemand (° 22 mai 1813).
- 17 février : Napoléon Coste, compositeur et guitariste français (° 27 juin 1805).
- 27 février : Julius Stern, professeur de musique, chef d'orchestre et compositeur allemand (° 8 août 1820).
- 3 mars : Elisabeth Röckel, cantatrice allemande (° 15 mars 1793).
- 5 mars : Firmin Bernicat, compositeur français (° 13 janvier 1842).
- 20 mars : Jules Cressonnois, chef d'orchestre et compositeur français (° 17 avril 1823).
- 10 avril : Emilie Mayer, compositrice allemande (° 14 mai 1812).
- 18 avril : Agnes Tyrrell, compositrice et pianiste tchèque  (° 20 septembre 1846).
- 22 avril : Octave Fouque, musicologue et compositeur français (° 12 novembre 1844).
- 26 avril : Napoleon Orda, pianiste et compositeur polono-biélorusse (° 11 février 1807).
- 28 mai : August Freyer, organiste et compositeur polonais (° 15 décembre 1801).
- 6 juillet : Ciprian Porumbescu, compositeur roumain (° 14 octobre 1853).
- 7 juillet : Marie Litta, chanteuse d'opéra soprano américaine († 1er juin 1856).
- 27 juillet : Franz Doppler, flûtiste et compositeur austro-hongrois (° 16 octobre 1821).
- 29 octobre : Johann Vesque von Püttlingen, compositeur autrichien (° 23 juillet 1803).
- 30 octobre : Robert Volkmann, compositeur allemand (° 6 avril 1815).
- novembre : Emanuele Krakamp, compositeur et flûtiste italien (° 13 février 1813).
- 12 novembre : Jules Costé, compositeur français (° 13 février 1828).
- 3 décembre : Gustav Hölzel, baryton-basse et compositeur austro-hongrois (° 2 septembre 1813).
- 11 décembre : Giovanni Matteo de Candia dit Mario, ténor italien (° 17 octobre 1810).
- 14 décembre : Adolphe Grognier, comédien et chanteur lyrique (° 14 janvier 1813).
- 25 décembre : Marek Sokołowski, guitariste et compositeur polonais (° 25 avril 1818).